# Puente Nuevo (Lugo)
Puente Nuevo (galicisk: A Pontenova) er en by og kommune i det nordvestlige Spanien i provinsen Lugo. Den har et indbyggertal på 2.124 (2024) indbyggere.